# Frank E. Petersen
Frank E. Petersen Jr. (ur. 2 marca 1932 w Topeka, zm. 25 sierpnia 2015 w Stevensville) – amerykański wojskowy, pierwszy czarnoskóry generał United States Marine Corps oraz pierwszy czarnoskóry pilot tych sił zbrojnych.

## Życiorys
Wstąpił do US Navy w 1950 r. i służył początkowo jako technik elektronik. W 1951 r. został kadetem lotnictwa morskiego. Po ukończeniu szkolenia lotniczego w 1952 r., został mianowany na podporucznika (second lieutenant) w Marine Corps. W 1979 r. awansował na generała brygady brigadier general), stając się pierwszym czarnoskórym generałem w tych siłach zbrojnych. W 1983 r. otrzymał stopień major general, zaś w 1986 r. został generałem porucznikiem. Walczył podczas wojny w Korei (1953) i wojny w Wietnamie (1968).
Uzyskał tytuł licencjata w 1967 r. i tytuł magistra w 1973 r. Wziął udział w ponad 350 misjach bojowych.  Zmarł na raka płuc.

## Ważniejsze odznaczenia
- Medal Departamentu Obrony za Wzorową Służbę (Defense Superior Service Medal)
- Legia Zasługi (Legion of Merit)
- Zaszczytny Krzyż Lotniczy (Distinguished Flying Cross)
- Purpurowe Serce (Purple Heart Medal)
- Medal za Wybitną Służbę (Distinguished Service Medal)[1].